# Osmoderma dallieri
Osmoderma dallieri är en skalbaggsart som beskrevs av Maurice Pic 1945. Osmoderma dallieri ingår i släktet Osmoderma och familjen Cetoniidae. Inga underarter finns listade i Catalogue of Life.